# Teuerting
Teuerting ist eine Gemarkung und war bis 1971 eine Gemeinde im Bezirksamt bzw. Landkreis Kelheim.
Die Gemarkung Teuerting liegt vollständig auf dem Gebiet der Gemeinde Saal an der Donau. Auf der Gemarkung liegen die Gemeindeteile Oberteuerting, Gstreifet und Unterteuerting.
Die Gemeinde Teuerting bestand aus dem Dorf Oberteuerting und dem Pfarrdorf Unterteuerting und hatte 1925 eine Fläche von 551,42 Hektar und 151 Einwohner. Beide Orte gehörten zur katholischen Pfarrei Teuerting im Dekanat Abensberg und zum Schulsprengel von Reißing. Den höchsten Stand der Einwohnerzahl von 241 hatte die Gemeinde im Jahr 1946. Die Einöde Gstreifet wurde 1963 aus der Gemeinde Thaldorf nach Teuerting umgegliedert. Zum 1. Januar 1972 wurde die Gemeinde Teuerting nach Saal a.d.Donau eingemeindet.